# 丰度

地球的上层大陆地壳中元素的相对丰度（原子数目）。

在物理学中，天然丰度（Natural Abundance, 缩写: NA），又称天然存在比，是指在在一个行星上被发现天然存在的化学元素的同位素的化學元素豐度。丰度的大小一般以百分数表示。人造同位素的丰度为零。周期表上所列的原子量实际上是各种同位素按照摩尔分数丰度加权的平均值，这是因为各种同位素在自然界中往往分布的比较均匀，取平均值计算比较准确。同位素的丰度在行星之间变化，甚至在地球上从一个地方到另一个地方变化，但在时间上保持相对恒定（在短期范围内）。
例如，鈾有三种天然存在的同位素：238U，235U，和234U。 它们各自的天然摩尔分数丰度为99.2739-99.2752％，0.7198-0.7202％，和0.0050-0.0059％ 。例如，如果100,000个铀原子被分析，人们可能会发现大约99,274个238U原子，大约720个235U原子，以及极少数（最可能是5或6个）234U原子。 这是因为238U比235U或234U稳定得多，因为每种同位素的半衰期所透露：238U为4.468 × 109年，而235U为7.038 × 108年，234U为245,500年。
正是因为不同的铀同位素具有不同的半衰期，当地球更年轻时，铀的同位素组成是不同的。 例如， 1.7×109年前，235U的天然丰度NA为3.1％，而今天为0.7％，因此可以形成天然核裂变反应堆，而这是今天不可能发生的事情。
然而，给定同位素的天然丰度也受其在核合成中产生的可能性的影响（例如钐的情况;放射性147Sm和148Sm比稳定的144Sm丰富得多），以及作为给定的同位素的天然放射性同位素的衰变产物产生（例如放射性的铅的同位素）。

## 自然丰度的偏差
现在通过对太阳和原始陨石的研究已知太阳系最初在同位素组成上几乎是均匀的。 在太阳核燃烧开始时的局部采样的（演变的）银河系平均值的偏差通常可以通过质量分馏（参见关于质量无关分馏的文章）加上有限数量的核衰变和嬗变过程来解释。还有证据表明从附近的超新星爆炸中注入了短暂的（现已灭绝的）同位素，这可能引发了太阳星云的坍塌。 因此，地球上自然丰度的偏差通常以千分之几（千分比per mil或‰）来衡量，因为它们小于百分之一（％）。
唯一的例外是原始陨石中发现的太陽前顆粒(Presolar grains)。 这些绕过了均质化，并且经常带有特定核合成过程的核特征，在这些核过程中，它们的元素被制成。 在这些材料中，与“天然丰度”的偏差有时以100的因子来测量。

## 一些元素的天然丰度
下表给出了一些元素的同位素分布。 磷和氟等元素仅作为单一同位素存在，天然丰度为100％。
| 同位素 | % 天然丰度 | 原子量       |
| ------ | ---------- | ------------ |
| 1H     | 99.985     | 1.007825     |
| 2H     | 0.015      | 2.0140       |
| 12C    | 98.89      | 12（定義值） |
| 13C    | 1.11       | 13.00335     |
| 14N    | 99.64      | 14.00307     |
| 15N    | 0.36       | 15.00011     |
| 16O    | 99.76      | 15.99491     |
| 17O    | 0.04       | 16.99913     |
| 18O    | 0.2        | 17.99916     |
| 28Si   | 92.23      | 27.97693     |
| 29Si   | 4.67       | 28.97649     |
| 30Si   | 3.10       | 29.97376     |
| 32S    | 95.0       | 31.97207     |
| 33S    | 0.76       | 32.97146     |
| 34S    | 4.22       | 33.96786     |
| 35Cl   | 75.77      | 34.96885     |
| 37Cl   | 24.23      | 36.96590     |
| 79Br   | 50.69      | 78.9183      |
| 81Br   | 49.31      | 80.9163      |

## 参阅
- 化學元素豐度
- 衰变产物
- 放射性同位素
- 稳定同位素
- 太陽前顆粒